# 奈良原繁
奈良原 繁（ならはら しげる、天保5年5月23日〈1834年6月29日〉- 大正7年〈1918年〉8月13日）は、日本の武士（薩摩藩士）、官僚、政治家。
静岡県令、沖縄県知事（第4代）、貴族院議員、元老院議官、錦鶏間祗候、日本鉄道会社（のち甲武鉄道会社、両毛鉄道会社、水戸鉄道社長兼任）の社長など。男爵。

## 来歴

### 幕末
薩摩藩出身。諱は混。幼名は三次。通称喜八郎。名乗りは幸五郎だが、明治7年（1874年）の島津家家令となったあたりから繁と改める。兄・喜左衛門は、熱心な薬丸自顕流の門弟であるが、繁は鎗の使い手として知られた。
幼少年期の頃の自宅には西郷隆盛、松方正義、大山巌が出入りし、日々互いに文武を練磨する関係であった。
文久2年（1862年）の島津久光の率兵上京に従い、寺田屋騒動では鎮撫使の一人として活躍。その年の生麦事件では、リチャードソンに斬りつけたのは、兄の喜左衛門ではなく、弟の繁であると子孫から異議が申したてられている。翌年の八月十八日の政変では、高崎正風らと暗躍し、京から長州藩追放に成功している。薩英戦争には、兄の喜左衛門が加わっているが、弟の繁は加わっていない。

### 維新から沖縄県知事就任まで
西郷隆盛らの討幕路線に反対していたため、明治2年（1869年）2月に戊辰戦争より帰国した下級藩士たちより起った藩政改革のため、側役まで出世した藩政から退けられる。明治4年（1871年）12月、沖縄特使として鹿児島県へ出仕。明治7年（1874年）2月、島津忠義家（本家）家令となる。明治9年（1876年）9月、玉里家の家令も兼ねる。明治12年（1879年）に内務権大書記官、明治14年（1881年）に農商務権大書記官、明治16年（1883年）に静岡県令。県令時代に博徒の一掃を命じ、清水次郎長を逮捕。明治17年（1884年）には日本鉄道社長に就任した。明治23年（1890年）9月に貴族院勅選議員に任じられ同25年（1892年）5月まで在任。

### 沖縄県知事以降
明治25年（1892年）、59歳で沖縄県知事に就任する。奈良原は伊藤博文や松方正義と親交があり、2人からの沖縄県知事の就任要請にあたって「途中で辞めさせない」との約束を取り付けた。官選知事としては異例の16年にわたって在任し「琉球王」の異名をとった。沖縄土地整理法の成立に伴い、県内の土地整理事業を行う。沖縄県私立教育会総裁なども務めた。
明治31年（1898年）、土地整理事業にあたり、杣山を公有にするか民有にするかの議論をめぐって土地整理委員の謝花昇らと対立を深め、謝花を開墾事務から左遷する。それに対し、謝花は内務大臣の板垣退助に奈良原の更迭を要請し、承諾される。しかし、更迭が実現する直前に第1次大隈内閣が退陣し、奈良原は更迭の難を逃れる。その後、謝花を暴力団に襲撃させたり、謝花の組織した沖縄倶楽部の資金源を断つなどの強権を以て県政に臨んだ。
明治36年（1903年）10月に土地整理事業が完了、翌37年1月にこれまで農民のみに課されていた租税を廃止し、新たに全住民が負担する府県税と市町村税が設けられた。
笹森儀助の調査によると、奈良原は沖縄県知事として以下の通り島民から評価されていた。
1896年6月5日、男爵を叙爵。明治40年（1907年）12月10日、貴族院勅選議員に再度任じられ、死去するまで在任した。明治41年（1908年）7月1日、錦鶏間祗候となる。墓所は鹿児島市露重墓地。

## 家族
父親は鹿児島藩士奈良原助左衛門。兄は奈良原喜左衛門。先祖に奈良原質や、11代薩摩藩主島津忠昌が自死した際、追腹を切って殉死したと言われる小姓の奈良原助八がいる。
妻のスカ（1847年生）は鹿児島県士族・毛利喜平太の長女。スカの弟に毛利一兵衛(1858年生まれ、海兵８期生（1881年卒）として砲艦「赤城」や戦艦「鎮遠」の艦長などを経て海軍少将。娘婿に野村益三)
妾の多賀タキとの間に庶子の幸彦（1875年生）。
長男はドイツ留学中に客死。二男に奈良原三次。
孫にノンプロ野球の函館オーシャンで投手として活躍した奈良原貢がいる。

## 栄典
位階
- 1884年（明治17年）11月14日 - 正五位[18]
- 1896年（明治29年）10月20日 - 従四位[19]
- 1901年（明治34年）11月1日 - 正四位[20]
- 1907年（明治40年）5月20日 - 従三位[21]
- 1908年（明治41年）5月11日 - 正三位[22]

勲章等
- 1896年（明治29年）6月30日 - 勲四等瑞宝章[23]
- 1900年（明治33年）6月30日 - 勲三等瑞宝章[24]
- 1903年（明治36年）
  - 1月27日 - 御紋付御杯[25]
  - 12月19日 - 勲二等旭日重光章[26]
- 1906年（明治39年）4月1日 - 勲一等旭日大綬章[27]
- 1915年（大正4年）11月10日 - 大礼記念章（大正）[28]

## 備考
- 大久保利通と親交が深く、大久保が紀尾井坂の変で島田一郎に暗殺されたのち、明治21年（1888年）5月、西村捨三らとともに、紀尾井坂に「贈右大臣大久保公哀悼碑」を建立した。
- 鳥羽・伏見の戦いや西南戦争で大活躍した野津鎮雄、野津道貫兄弟の剣術師範であり、一時期は内弟子として二人を自宅に住まわせていた。たびたび「あの兄弟は将器だ」と公言しており、実際に鎮雄は陸軍中将、道貫は陸軍大将となった。
- 繁の継嗣（戸籍変更後は次男）である奈良原三次は、明治44年（1911年）5月、自ら設計し、造った奈良原式二号複葉機で、150mほど飛ぶ。これが国産で最初の飛行とされている。なお昭和6年（1931年）、三次は日本軽飛行機倶楽部会長に推される。
- 薩摩藩士の奈良原喜左衛門は兄で、父はお由羅騒動で謹慎処分に遭う。
- 尖閣諸島の魚釣島の最高峰に、「奈良原岳」という命名がされたことがある。
- 生麦事件の起きた文久2年（1862年）5月23日以来、京都薩摩藩邸に匿われていた吉田東洋暗殺犯の一人である那須信吾がその年の10月7日付で義父と兄に宛てた書簡の中に、生麦事件で英国人に斬りつけたのは、喜左衛門の弟である幸五郎（繁）だと書いている。なお那須信吾は、翌年の8月、奈良の代官所を襲撃した天誅組の変で戦死している。
- 文久3年（1863年）12月、土佐藩参政・吉田東洋暗殺犯の一人である大石団蔵こと高見弥市を京都から鹿児島へ連れて帰る。高見は、その月に薩摩藩士（御小姓与）として取立てられ、3年後の慶応2年（1866年）3月、19人の英国留学生の一人に選ばれ、英国へ渡っている。

## 登場作品
テレビドラマ
- 『田原坂』（1987年、日本テレビ年末時代劇スペシャル、演：五代高之）
- 『翔ぶが如く』（1990年、NHK大河ドラマ、演：竹田寿郎）
- 『西郷どん』（2018年、NHK大河ドラマ、演：明石鉄平）